# Zmeu

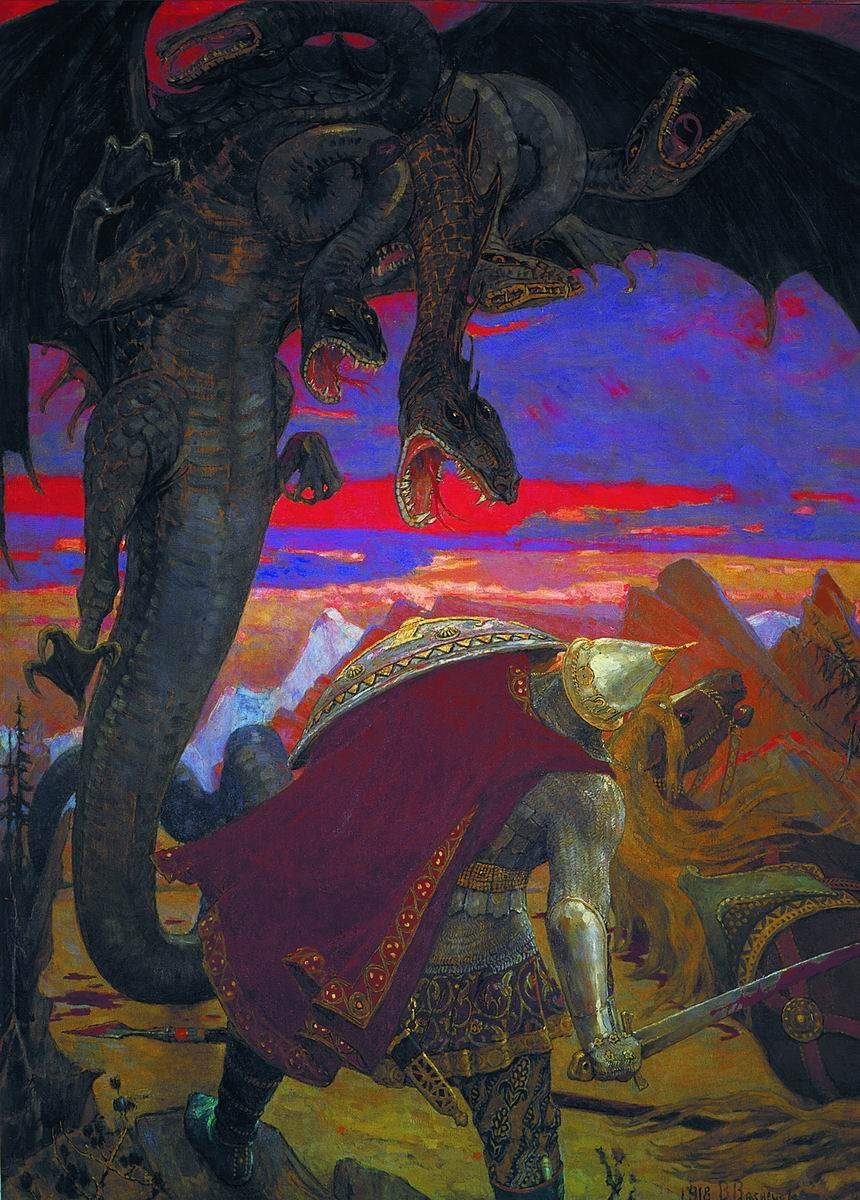
Zmeul Gorînîci, de Viktor Vasnetsov

Le zmeu (pluriel : zmei) est une créature fantastique appartenant au folklore et à la mythologie de Roumanie et de Moldavie.
Malgré certaines sources le décrivant sous forme d'un dragon, le zmeu s'en distingue néanmoins, en présentant des traits clairement anthropomorphiques : humanoïde, il possède des jambes, des bras, la capacité de créer et de manipuler des objets tels que des armes, et de monter à cheval, ainsi qu'un besoin irrépressible de vouloir épouser de jeunes filles. Certains observateurs le classent parmi les géants (il serait alors un ogre), ou les démons, ou même les vampires.
Dans certains récits, le zmeu apparaît dans le ciel, crachant du feu, ou bien aurait la capacité de changer de forme. Dans d'autres histoires, il détient une pierre précieuse magique sur la tête aussi brillant que le soleil. Il aime les belles jeunes filles, qu'il kidnappe, généralement dans le but de les épouser. Il est presque toujours vaincu par la bravoure d'un prince courageux ou d'un chevalier errant.
Le zmeu est souvent confondu avec un dracu ou bien un dragon de type balaur.

## Linguistique

### Prononciation, déclinaison et sens
Zmeu (prononcé en roumain : [zmeu], soit en phonétique française « zméou ») se dit zmei, au pluriel selon la déclinaison roumaine. Outre la bête mythique, zmeu signifie aussi « cerf-volant » en roumain dans le langage courant.

### Étymologie
La plupart des spécialistes s'accordent à dire que le terme roumain zmeu dérive du slave zmey (étymon à comparer avec les idiomes biélorusse : змея, bosniaque : zmija,  bulgare : змия, croate : zmija, en macédonien : змија, russe : змея et ukrainien : змія).
Cependant, le linguiste roumain Sorin Paliga conteste l'hypothèse de l'origine supposée slave, émettant l'idée que les formes pan-slaves seraient des emplois précoces du slave empruntés à la langue dace.  
Une étymologie par rapprochement avec le roumain zmeură (framboise) est jugée certes possible dans l'absolu, mais plutôt improbable, par le linguiste Alexandru Ciorănescu.

## Description générale
Le zmeu se décrit selon certains comme un dragon, mais un dragon capable d'assumer le rôle de prétendant ou d'amant d'une femme humaine. Dans certains cas, les zmei sont des figures tantôt héroïques pour certains,  tantôt diaboliques pour d'autres. 
Ainsi, le zmeu est noté comme anthropo-ophidien, c'est-à-dire qu'il possédait à la fois des caractéristiques d'homme et de dragon/serpent : un « corps humain recouvert d'écailles, une queue de serpent et des ailes de chauve-souris, »  ou alors il s'agit d'une « tête humaine » posée sur « un corps d'oiseau, [et une] queue de serpent, » selon d'autres récits.  
En effet, le zmeu a été décrit comme une sorte de géant anthropophage, parangon roumain de l'ogre d'Europe occidentale, possédant une queue faite de roche,  ou bien encore capable de monter à cheval. Le zmeu n'était rien de plus qu'une créature à visage humain, bien qu'un peu plus grand et plus épais, selon certains folkloristes, et sont doués de la parole humaine, bien qu'un peu rudimentaire.
Un article classe le zmeu parmi les vampires roumains, aux côtés du vârcolac (loup-garou buveur de sang). mais ce dernier a tendance à être davantage confondu avec le strigă suceur de sang (pluriel strigoi). 
Les zmei sont également confondus avec le dracu (dragon) dans les croyances populaires.  Les montures volantes des Șolomonarii sont des zmei, ou des balauri, selon les auteurs.
Mais dans certains contes de fées, le zmeu apparaît simplement comme roi des serpents.

## Rôle et fonctions
Le zmeu figure en bonne place dans de nombreux contes folkloriques roumains comme la manifestation des forces destructrices de la cupidité et de l'égoïsme. Souvent, le zmeu vole quelque chose de grande valeur, que seul Făt-Frumos (le « prince charmant » ) peut récupérer grâce à sa grande bravoure désintéressée. Par exemple, dans la ballade du chevalier Greuceanu, le zmeu vole le soleil et la lune du ciel, enveloppant ainsi toute l'humanité dans les ténèbres. Dans l'histoire de Prâslea la Brave et les pommes d'or, le zmeu vole au roi les précieuses « pommes d'or » ; un parallèle peut être établi avec le conte de fées allemand L'oiseau d'or, le tsarévitch russe Ivan, l'oiseau de feu et le loup gris, et le bulgare Les neuf paonnes et les pommes d'or — bien que dans tous ces autres cas, le voleur était un oiseau (néanmoins, dans certaines versions de l'histoire roumaine, le zmeu se transforme en oiseau pour voler les pommes d'or). Habituellement, le zmeu réside dans l'autre monde (celălalt tărâm) et parfois le brave  Făt-Frumos doit descendre dans son sombre royaume, ce qui impliquerait que le zmeu vit sous terre.
Le zmeu dispose d'un arsenal de pouvoirs magiques et destructeurs. Il peut s'envoler, changer de forme et possède une force surnaturelle incommensurable. En fin de compte, les capacités pléthoriques du zmeu lui sont d'aucun secours car Făt-Frumos le bat grâce à son habileté au combat et à son audace.
Le zmeu aime à enlever une jeune fille en faire sa femme dans son royaume d'un autre monde. Une fois le zmeu défait, Făt-Frumos finit par prendre la jeune fille séquestrée pour future épouse. De même, comme le géant dans les histoires populaires de Grande-Bretagne tel le récit de Jack et le Haricot magique, le zmeu rentre chez lui, dans sa forteresse, après ses raids sur les terres humaines, sentant qu'un humain ( Făt-Frumos ) est en embuscade quelque part à proximité. Un zmeu est aussi parfois représenté comme une flamme qui entre dans la chambre d'une jeune fille ou d'une veuve et une fois à l'intérieur, prend la forme d'un homme et la séduit.